# Eleccions legislatives turques de 1977
Les eleccions legislatives turques de 1977 se celebraren el 6 de novembre de 1977 per a escollit els 450 diputats de la Gran Assemblea Nacional de Turquia. Foren les últimes eleccions abans del cop d'estat del 1980 a Turquia. El partit més votat fou el Partit Republicà del Poble, però li mancava majoria absoluta i cap partit li donava suport. Així el seu cap, Bülent Ecevit i el cap del Partit de la Justícia, Süleyman Demirel, se succeïren en el càrrec de primer ministre de Turquia enmig d'una forta crisi política i econòmica fins que una junta militar, després del cop d'estat, es va imposar el 1980 fins al 1983.
File:1977 Türkiye Milletvekili Genel Seçimleri.png

## Resultats
Resultats de les eleccions a l'Assemblea de Turquia de 6 de novembre de 1977.
| Partits                                                         | Vots       | Vots   | Vots | Escons | Escons |
| Partits                                                         | No.        | %      | +− % | No.    | +−     |
| --------------------------------------------------------------- | ---------- | ------ | ---- | ------ | ------ |
| Partit Republicà del Poble (Cumhuriyet Halk Partisi)            | 6.136.171  | 41.38  |      | 213    |        |
| Partit de la Justícia (Adalet Partisi)                          | 5.468.202  | 36.88  |      | 189    |        |
| Partit de Salvació Nacional (Milli Selâmet Partisi)             | 1.269.918  | 8.57   |      | 24     |        |
| Partit del Moviment Nacional (Milliyetçi Hareket Partisi)       | 951.544    | 6.42   |      | 16     |        |
| Partit per una Turquia Independent (Bağımsız Türkiye Partisi)   | 369.592    | 2.49   |      | 4      |        |
| Partit de la Confiança Republicana (Cumhuriyetçi Güven Partisi) | 277.713    | 1.87   |      | 3      |        |
| Partit Democràtic (Demokratik Parti)                            | 274.484    | 1.85   |      | 1      |        |
| THB                                                             | 58.540     | 0.39   |      | 0      |        |
| Partit dels Treballadors de Turquia (Türkiye İşçi Partisi)      | 20.565     | 0.14   |      | 0      |        |
| Vots vàlids                                                     | 14.823.943 | 100.00 |      | 450    |        |
| Vots nuls                                                       | 80.443     |        |      |        |        |
| Electorat                                                       | 21.206.848 |        |      |        |        |
| Participació                                                    | 72,42%     |        |      |        |        |